# 毛雞屎樹
毛雞屎樹（学名：Lasianthus cyanocarpus）为茜草科雞屎樹屬下的一个种。

## 扩展阅读
- 維基物種上的相關：毛雞屎樹